# Woudfries

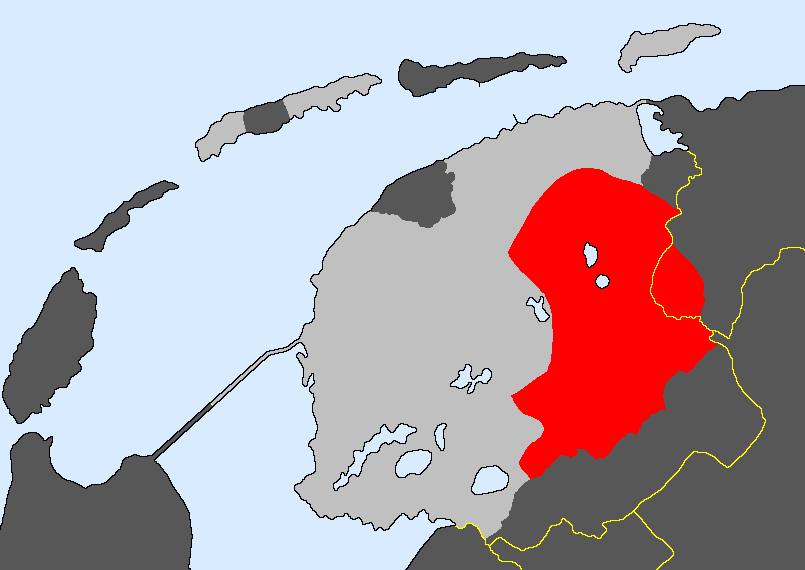
Verspreiding van het Woudfries.

Het Woudfries is een van de vier grote dialecten van het Westerlauwers Fries. Het wordt gesproken in de Friese Wouden in het oostelijke deel van de provincie Friesland, ruwweg tussen Dokkum in het noorden, Leeuwarden, de Oude Venen en Heerenveen in het westen en als Appelskyster Frys in Appelscha in de Stellingwerven in het zuiden. In het oosten loopt het Woudfriese taalgebied tot aan de grens met Groningen en Drenthe, tussen Surhuisterveen en Frieschepalen, want hier loopt het taalgebied door de provincie Groningen in de driehoek Marum-De Wilp-Opende.
Het Woudfries is genoemd naar de streek Friese Wouden (Fries: Fryske Wâlden of gewoonweg Wâlden). Die naam verwijst niet naar het hedendaagse coulisselandschap met boomwallen, maar naar de bebossing op de zandgronden in oostelijk Westerlauwers Friesland.

## Verschillen tussen Woudfries en Kleifries
De verschillen tussen het Woudfries, het Kleifries, en de andere grote Friese dialecten zijn uiterst klein, ondanks een aantal in het oog springende verschillen (althans voor Friezen) op zowel fonologisch als lexicaal gebied.

### Fonologische verschillen
Het grootste verschil tussen het Woudfries en het Kleifries zijn de woorden "my", "dy", "hy", "sy", "wy" en "by", die in het Woudfries worden uitgesproken als "mi", "di", "hi", "si", "wi" en "bi" en in het Kleifries als "mij", "dij", "hij", "sij", "wij" en "bij".
Verder bestaat er een verschil in de uitspraak van de tweeklanken "ei", "ai" en "aai". In het Woudfries spreekt men die uit als "ij" resp. "ai" en "aai", maar in het Kleifries als "ôi", resp. "òi" en "ôi". Met andere woorden, in het Woudfries hoort men in de uitspraak geen verschil tussen "ei" en "ij", terwijl men in het Kleifries in de uitspraak geen verschil hoort tussen "ei" en "aai".
De stijgende diftongen ''uo'', [ṷo] en ''oa'', [ṷa] na de medeklinkers b, p, f en m worden uitgesproken als ''ja'', [ja] en ''jo'', [jo]. ''boartsje'' klinkt daardoor als ''bjatsje'' en ''fuotten'' als ''fjotten.'' Dit gebeurt echter niet bij elk woord met deze stijgende diftongen en de daaropvolgende vier medeklinkers. Het komt ook niet in het gehele Woudfriese gebied voor. Het fenomeen komt met name voor in de laagveenstreek. Deze ontwikkeling komt waarschijnlijk door Stellingwerfs Nedersaksischtalige verveners (Gietersen) die overschakelden van het Nedersaksisch op het Fries. Een andere invloed is onder andere de uitspraak van oa in skoalle als [ʋa] en niet als [ṷa]. De woordenschat is eveneens beïnvloed.
Andere, minder bekende klankverschillen zijn bijvoorbeeld:
| Nederlands         | Woudfries | Kleifries |
| ------------------ | --------- | --------- |
| jij                | dû        | do        |
| pruim              | prûm      | prom      |
| duim               | tûme      | tomme     |
| naakt              | nêken     | neaken    |
| kraken             | krêkje    | kreakje   |
| week (niet stevig) | wêk       | weak      |
| gras               | gjers     | gers      |
| kers               | kjers     | kers      |
| laan               | loane     | leane     |

In het Standaardfries, dat nogal wat variatie toelaat, zijn in bijna al deze gevallen beide vormen toegestaan.

### Lexicale verschillen
Tussen het Woudfries en het Kleifries komen slechts negentien lexicale verschillen (verschillen in de woordenschat) voor. Voorbeelden zijn:
| Woudfries            | Kleifries      |
| -------------------- | -------------- |
| saterdei             | sneon          |
| mychammel mychhimmel | eamel eamelder |
| flij                 | flues          |
| mot                  | sûch           |